# کاک‌ساکر بلوز
کاک‌ساکر بلوز (به انگلیسی: Cocksucker Blues) فیلمی ۹۳ دقیقه‌ای محصول کشور فرانسه به کارگردانی رابرت فرانک است که به وقایع‌نگاری تور سال ۱۹۷۲ گروه رولینگ استونز در آمریکا می‌پردازد